# Kakanui (fleuve)
Le fleuve Kakanui  (en =anglais : Kakanui River) est un cours d’eau de la région de Otago, dans l’Île du Sud de la Nouvelle-Zélande

## Géographie
Il est franchi par le pont de la State Highway 1/S H 1 au niveau de la ville de Maheno et se déverse dans l’Océan Pacifique au niveau de la ville de Kakanui.